# Christopher Kelk Ingold
Sir Christopher Kelk Ingold (Londen, 28 oktober 1893 – Edgware, 8 december 1970) was een Britse scheikundige die belangrijke bijdragen leverde aan de organische chemie, met name op het gebied van reactiemechanismen. Hij wordt gezien als een sleutelfiguur in de ontwikkeling van theoretische concepten zoals nucleofiele en elektrofiele substitutiemechanismen.

## Biografie
Christopher Ingold werd geboren in Londen. Hij begon zijn studie chemie aan het Hartley Institution (tegenwoordig de Universiteit van Southampton) en promoveerde aan Imperial College London onder begeleiding van Jocelyn Field Thorpe. Tijdens de Eerste Wereldoorlog was Ingold betrokken bij onderzoek naar explosieven, hetgeen zijn interesse in reactiemechanismen versterkte.
Na de oorlog bekleedde hij academische functies aan de Universiteit van Leeds en Imperial College London. In 1923 huwde hij Edith Hilda Usherwood, eveneens een scheikundige. Ze kregen twee dochters, waarvan Keith Usherwood Ingold (1929-2023) eveneens scheikundige werd. In 1924 werd hij Fellow of the Royal Society. In 1930 werd Ingold benoemd tot hoogleraar aan University College London (UCL), waar hij tot zijn emeritaat in 1961 werkzaam bleef. Ingold overleed in 1970 in Edgware.
Ingold ontving tijdens zijn loopbaan diverse onderscheidingen, waaronder de Royal Medal van de Royal Society in 1952. Zijn boek Structure and Mechanism in Organic Chemistry (1953) wordt beschouwd als een belangrijk naslagwerk in de organische chemie. In 1958 werd hij geridderd voor zijn wetenschappelijke bijdragen.

## Wetenschappelijke bijdragen
Ingolds onderzoek richtte zich op het begrijpen en systematiseren van organische reactiemechanismen. Zijn bijdragen omvatten:
- Classificatie van reactiemechanismen: hij introduceerde en beschreef de concepten SN1 en SN2.
- Nomenclatuur: hij introduceerde afkortingen om fundamentele mechanismen te beschrijven (de Hughes-Ingold-nomenclatuur), alsook regels om de stereochemie van moleculen vast te leggen (de Cahn-Ingold-Prelog-prioriteitsregels).
- Elektronische effecten: samen met Robert Robinson werkte hij aan de theorie van mesomere en inductieve effecten, die verklaren hoe elektronenverschuivingen binnen moleculen chemische reactiviteit bepalen. Begrippen zoals 'resonantie' en 'inductief effect' werden door Ingold in de wetenschappelijke terminologie geïntroduceerd.
- Sterische effecten en kinetiek: hij onderzocht de rol van sterische hindering in organische reacties en leverde belangrijke inzichten in kinetische controle. In die context werd het Thorpe-Ingold-effect naar hem vernoemd.